# Mysidia jamesi
Mysidia jamesi är en insektsart som beskrevs av Broomfield 1985. Mysidia jamesi ingår i släktet Mysidia och familjen Derbidae. Inga underarter finns listade i Catalogue of Life.